# 暗紋多紀魨
暗纹多紀魨（学名：Takifugu obscurus）又稱為暗纹東方魨，为鲀科多紀魨属的鱼类。分布于朝鲜、日本以及中国东海、南海等海域，属于近海暖温水性底层鱼类。其常生活于有溯河习性、常洄游于河口附近咸淡水区域、亦进入淡水江河支流、栖于水色较清以及无杂草的深水中。